# 第31SS義勇擲弾兵師団
第31SS義勇擲弾兵師団（独: 31. SS-Freiwilligen-Grenadier-Division）は武装親衛隊の師団である。
1944年9月に旧チェコ=スロバキア在住のドイツ人とハンガリー系の民族ドイツ人で編制を開始した。11月までに師団はオーストリアへ移動し、1945年式師団編成で編制を完結した上で1945年1月よりハンガリー戦線で作戦に従事した。
その後シレジアまで後退し第17軍に所属したが、ソビエト赤軍に包囲されたため、1945年5月、ケーニヒグレーツで降伏した。

## 編成
この師団の編成は1944年10月に決定された。12月初めには1万1000人ほどの義勇兵が訓練を始めていたが、その多くは、チェコもしくはスロバキアからやってきた民族ドイツ人であった。師団は一般市民の志願兵の一群が、解隊された第23SS武装擲弾兵師団「カマ」(クロアチア第2)の居残り組と合流し、警察連隊ブリクセンによって補充されたことによって強化された。

## 戦歴
この師団の練兵場があったハンガリーは当時独ソ戦の最前線であり、必然的にこの師団も赤軍と交戦することとなった。しかし練兵場周辺で短い戦闘を経験しただけで、直ちにドイツに召還された。マールブルクで完全編成に仕立て上げるためだったが、1945年1月、師団格としてははるかに縮小された「タイプ45」の編成に組み込まれることになり、2月、一般補充部隊として、中央軍集団の指揮下に入った。終戦間際、同師団戦闘集団はケーニヒグレーツ周辺の作戦行動に参加し、残存兵は赤軍に投降した。

## その他
師団の名称に関しては、「ベーメン・メーレン（ボヘミア・モラヴィア）」と呼ばれていたとする資料もある。

## 戦力組成
- 第78SS義勇擲弾兵連隊（SS-Freiwilligen-Grenadier-Regiment 78）
- 第79SS義勇擲弾兵連隊（SS-Freiwilligen-Grenadier-Regiment 79）
- 第80SS義勇擲弾兵連隊（SS-Freiwilligen-Grenadier-Regiment 80）
- 第31SS偵察大隊（SS-Freiwilligen-Füsilier-Bataillon 31）
- 第31SS義勇砲兵連隊（SS-Freiwilligen-Artillerie-Regiment 31）
- 第31SS義勇野戦補充大隊（SS-Freiwilligen-Feldersatz-Bataillon 31）
- 第31SS義勇対戦車猟兵大隊（SS-Freiwilligen-Panzerjäger-Abteilung 31）
- 第31SS義勇工兵大隊（SS-Freiwilligen-Pionier-Bataillon 31）
- 第31SS義勇通信大隊（SS-Freiwilligen-Nachrichten-Abteilung 31）
- 第31SS師団補給小隊（Kommandeur der SS-Divisions-Nachschubtruppen 31）

## 師団長
| 着任          | 離任         | 階級（当時） | 氏名                                         |
| ------------- | ------------ | ------------ | -------------------------------------------- |
| 1944年10月1日 | 1945年4月    | 親衛隊少将   | グスタフ・ロンバルト Gustav Lombard          |
| 1945年4月     | 1945年5月8日 | 親衛隊少将   | ウィルヘルム・トラバント en:Wilhelm Trabandt |